# 더러운 폭탄
더러운 폭탄 또는 더티밤(dirty bomb)는 폭탄에 방사능 물질을 채운 일종의 방사능 무기이다.

## 빈자의 핵무기
생물무기, 화학무기, 더티밤 등은 매우 싼 값의 개발비와 대량생산비로 대량학살을 할 수 있어서, 빈자의 핵무기(poor man's nuclear weapon)라고 불린다.

## 같이 보기
- 원자력 사고
- 핵테러
- 핵전쟁
- 핵무기 설계